# ハンナ・テッター
ハンナ・テッター （Hannah Teter , 1987年1月27日 - ）は、アメリカ合衆国のバーモント州ベルモント出身の女子スノーボーダー。ハーフパイプのテクニカルな乗りこなしで知られており、エックスゲームズやスノーボード全米オープンなどで入賞を果たし、2006年トリノオリンピックでは女子ハーフパイプで金メダルを獲得した。
ハンナの家族は有名なスノーボード家族である。兄のアーメンはオクタゴンと呼ばれる機関で働いており、彼女のマネージャーや代理人を務めている。テッターは彼をならって8歳からスノーボードを始めた弟のエイブとエリアはアメリカのスノーボードチームに所属している。もう一人の兄弟のジョシュは自閉的でスノーボードをしない。両親のジェフとパットはもともとはスキーヤーだったが、子供たちに影響を受けてスノーボードをやり始めた。
トリノオリンピックに参加するためイタリアに行く前、ドキュメンタリー映画ファースト・ディセントの撮影に参加した。撮影はアラスカの山で行われ、同じくアメリカを代表するスノーボーダーであるトラビス・ライス、ショーン・ホワイトらと共演を果たした。
慈善事業に多く参加しており、収入をアフリカのエイズに感染した孤児に食事を与えるために寄付したり、ダルフール問題に対しても積極的に資金を集めたりしている。大地震に見舞われたハイチで活動する「国境なき医師団」を支援するためパンティーを売るとも言っている。